# ويليام جاي فلانغن جونيور
ويليام جاي فلانغن جونيور (بالإنجليزية: William J. Flanagan, Jr.)‏ هو ضابط أمريكي، ولد في 27 مارس 1943.